# Oracle Team USA - 17
Pour les articles homonymes, voir Oracle Team USA et 17.
Oracle Team USA-17 est un catamaran-hydroptère de compétition de classe AC72 (72 pieds, 22 m) défenseur américain victorieux de la 34e Coupe de l'America 2013, dans la baie de San Francisco en Californie. Il représente Oracle Team USA, du Golden Gate Yacht Club de San Francisco, contre le challenger Aotearoa (ZNL-5) de l'Emirates Team New Zealand de Nouvelle-Zélande.

## Histoire
Le syndicat américain Oracle Team USA (ex BMW Oracle Racing et Oracle Racing) est fondé en 2000 par le milliardaire Larry Ellison (cofondateur d'Oracle). Il remporte 2 manches à 0 la précédente Coupe de l'America 2010, avec son défenseur BMW Oracle - USA 17 du Golden Gate Yacht Club, face à Alinghi 5 de la Société nautique de Genève.

Coupe de l'America 2013 - baie de San Francisco
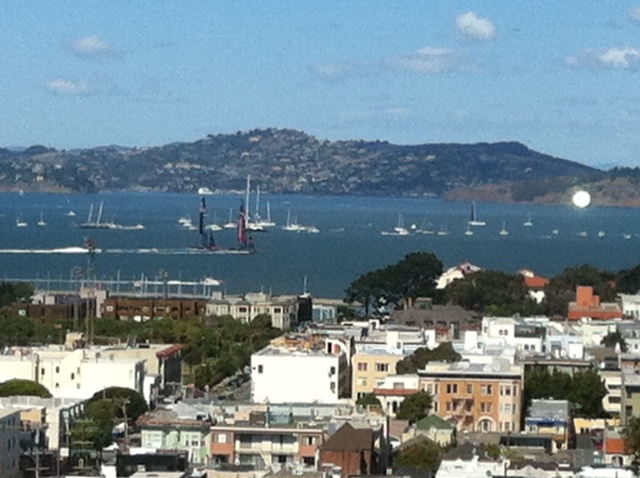
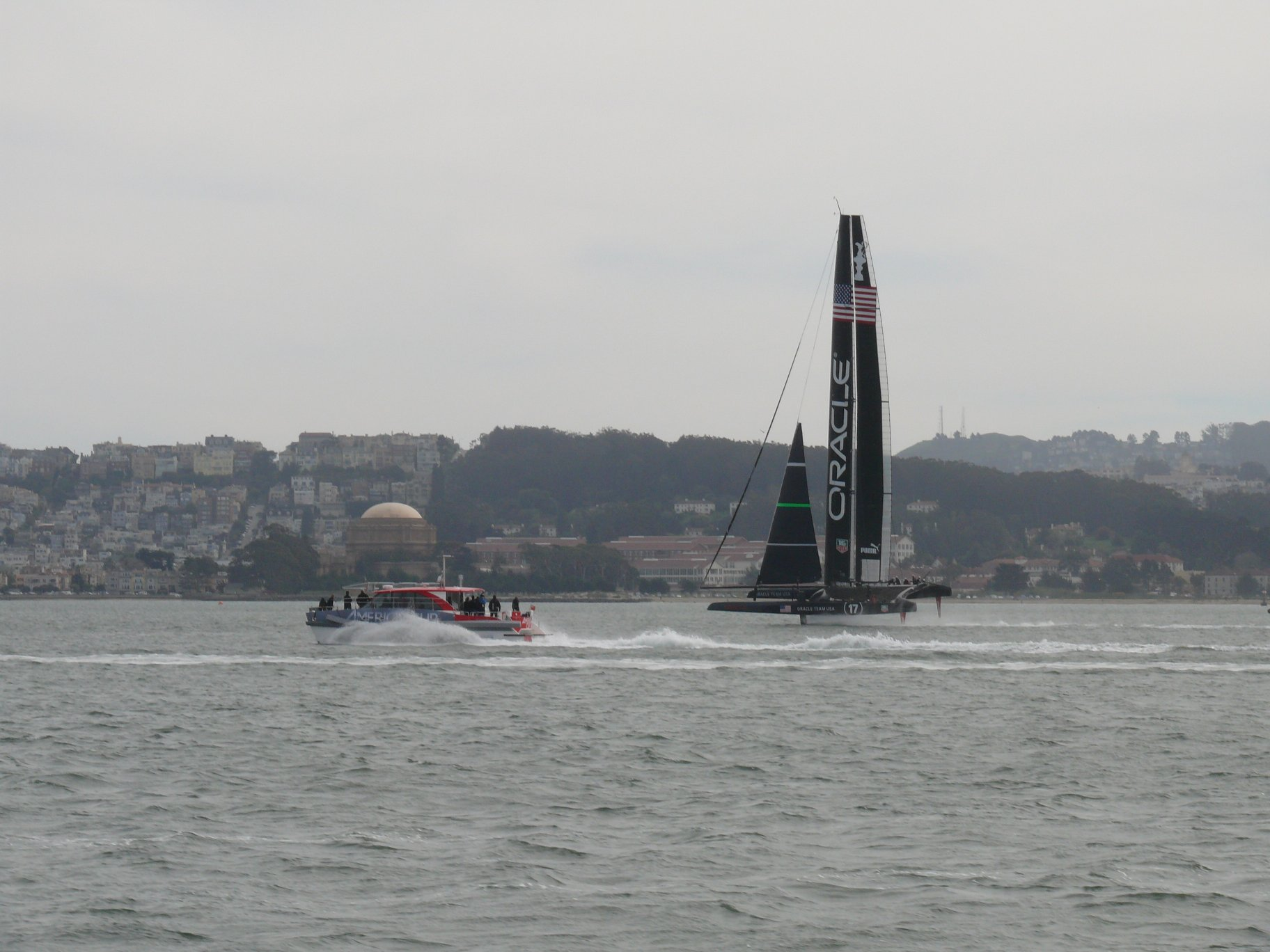
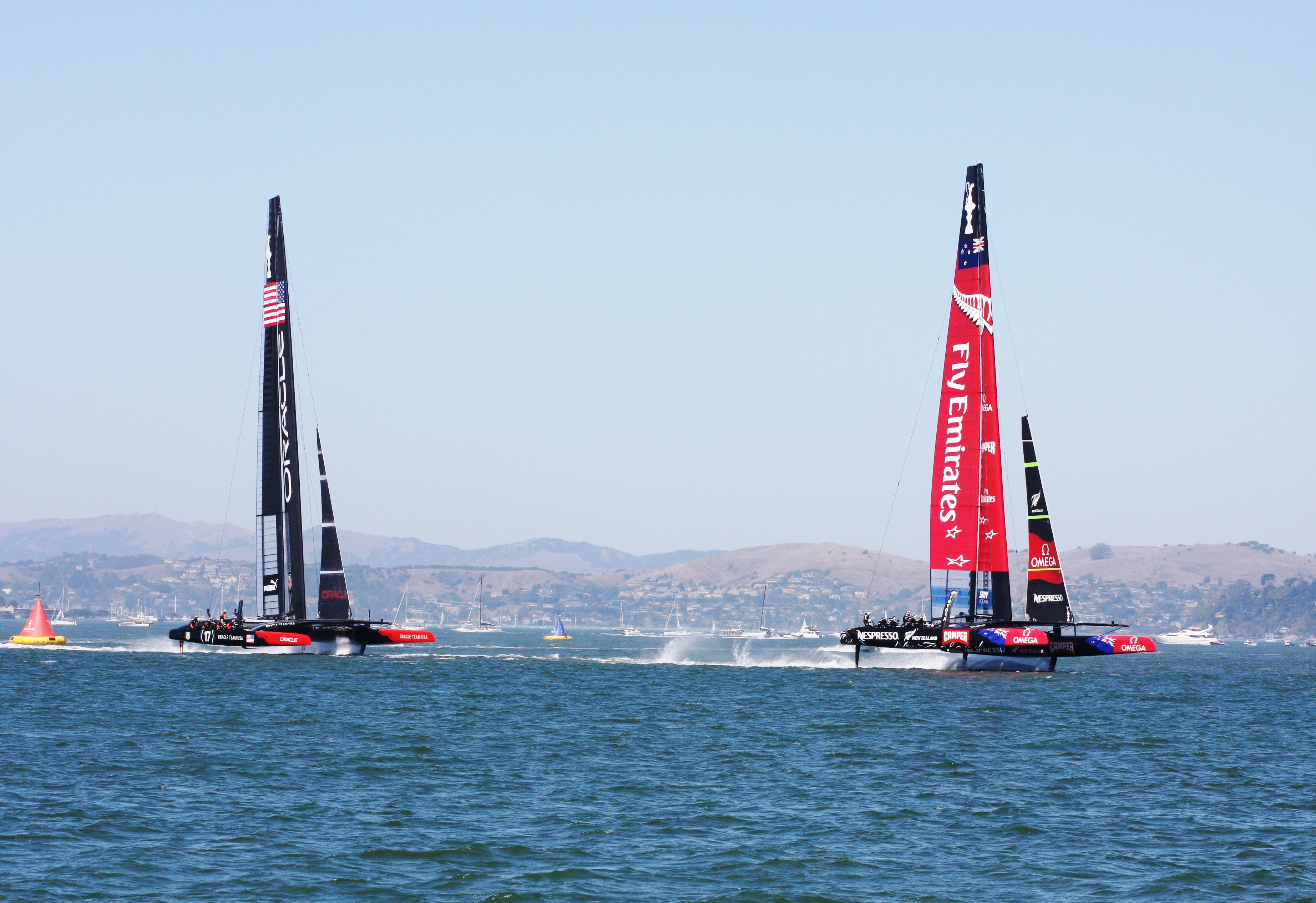
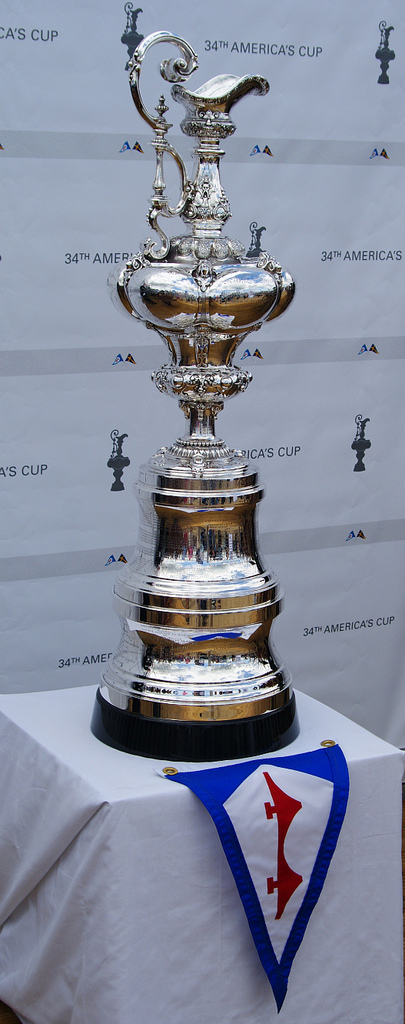

### Construction
Ce catamaran-hydroptère de classe AC72 (capable de vitesse de pointe de plus de 80 km/h) est conçu par l'équipe Design Team d'Oracle Team USA de l'architecte naval Grant Simmer (en). Il est construit en fibre de carbone par leur propre chantier Oracle Racing, pour un coût estimé de 10 millions de dollars (sponsorisé entre autres par Oracle, Red Bull, Puma, et TAG Heuer), et nommés avec leur numéro porte-bonheur « USA-17 ».

### Carrière

Guidon du Golden Gate Yacht Club

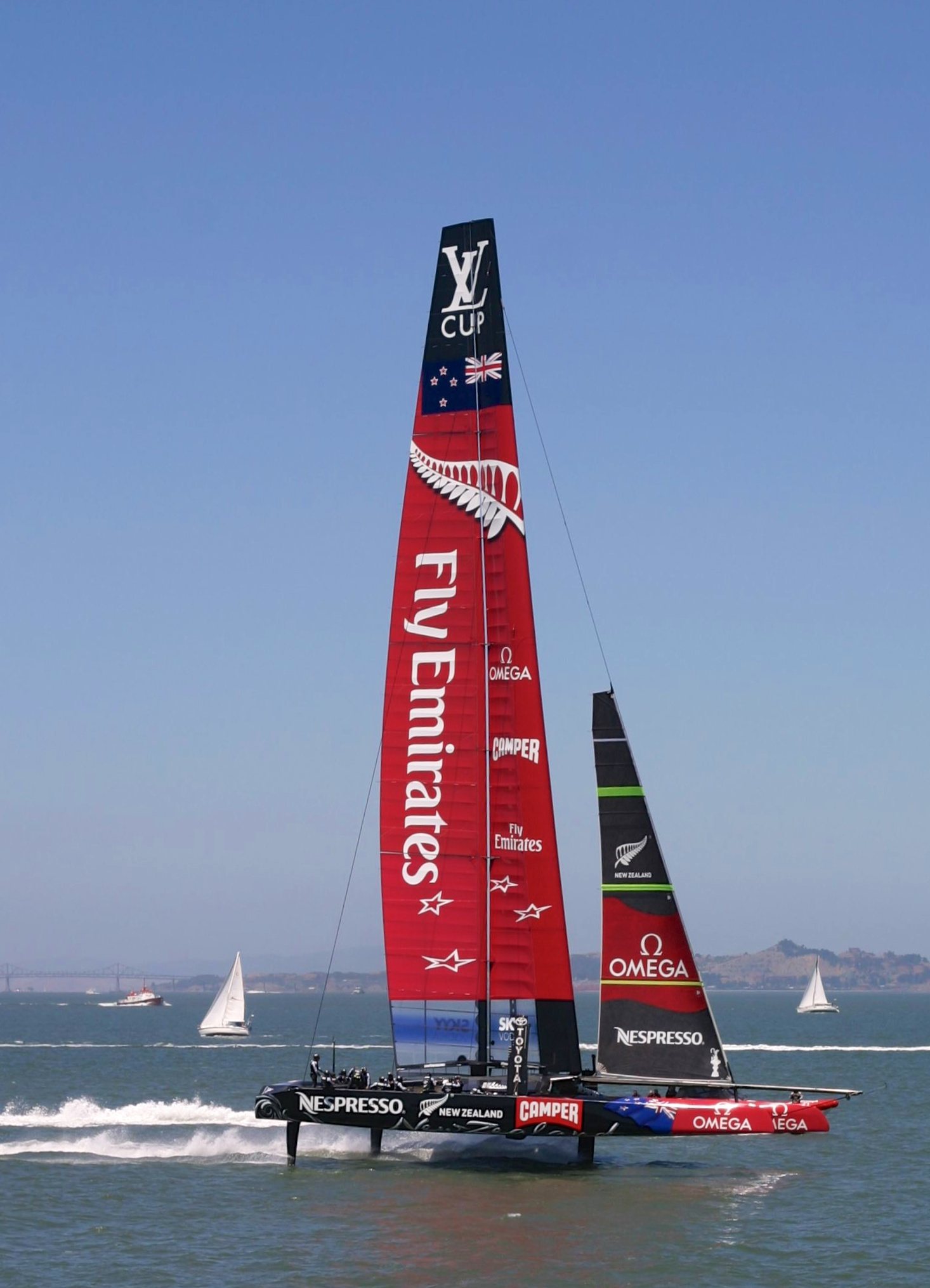
Aotearoa (ZNL-5) de l'Emirates Team New Zealand

En septembre 2013, lors de la 34e Coupe de l'America, Oracle Team USA (barré par James Spithill) affronte le challenger Aotearoa (ZNL-5) de l'Emirates Team New Zealand, du Royal New Zealand Yacht Squadron de Nouvelle-Zélande (vainqueur de la Coupe Louis-Vuitton 2013). La régate a lieu dans la baie de San Francisco, aux environs des port de San Francisco, île d'Alcatraz, et pont du Golden Gate.
La compétition commence mal pour Oracle Team USA, qui se voit infliger 2 points de pénalité avant le départ par le jury international, à cause des modifications matérielles interdites effectuées sur le bateau de type AC45 utilisé lors des World Series précédentes.
Les deux premières victoires ne rapportent donc pas de points à l'équipe. De plus, Aotearoa se montre particulièrement performant en début de compétition, jusqu'à mener 8-1 à une régate de la victoire. Mais grâce aux améliorations apportées au bateau et au sein de l'équipe, les américains remportent une série spectaculaire de huit régates d'affilée pour la victoire de la coupe, sur un score final de 9-8,,.
Le navire est exposé depuis 2017 au Mariners' Museum and Park (en) de Newport News en Virginie.
Une nouvelle version Oracle Team USA - 17 (AC50) (50 pieds, 15 m) lui succède, en tant que défenseur américain de la 35e Coupe de l'America 2017 suivante, aux Bermudes dans l'océan Atlantique, contre le challenger ETNZ-50 de l'Emirates Team New Zealand du Royal New Zealand Yacht Squadron de Nouvelle-Zélande (qui remporte la compétition 7 manches à 1).

## Palmarès
- 2013 : vainqueur 9 manches à 8 de la 34e Coupe de l'America 2013, contre le challenger Aotearoa (ZNL-5) de la Emirates Team New Zealand de Nouvelle-Zélande.